# Incline Village-Crystal Bay
Incline Village-Crystal Bay foi uma antiga Região censo-designada localizada no estado americano de Nevada, no Condado de Washoe. A partir de 2010, Incline Village e Crystal Bay passaram a ser duas regiões censitárias separadas.

## Demografia
Segundo o censo americano de 2000, a sua população era de 9952 habitantes.

## Geografia
De acordo com o United States Census Bureau tem uma área de
130,6 km², dos quais 74,8 km² cobertos por terra e 55,8 km² cobertos por água.

## Localidades na vizinhança
O diagrama seguinte representa as localidades num raio de 20 km ao redor de Incline Village-Crystal Bay.